# Helix (гурт)
Helix (Ге́лікс, Хе́лікс) — канадський рок-гурт, який працює в стилі хард-рок і хеві-метал. Створений у 1974 році, став популярним у 1984 — після виходу сингла Rock You. Перший склад сформовано ударником Брюсом Арнольдом — він складався з вокаліста Брайана Воллмера, гітаристів Рона Вотсона і Ріка Тремблі («Мінестреля»), клавішника Дона Сіммонса, бас-гітариста Кейта Зурбрігга («Берта»). Проте, найбільш відомий склад гурту (який, серед іншого, записав і Rock You) є склад 1980-х: вокаліст Воллмер, гітаристи Брент Дернер («Доктор») і Пол Хекман, бас-гітарист Дейріл Грей і ударник Грег Хінц («Фріц»). Історія гурту відзначена частими змінами складу, проте, Воллмер залишався беззміним його вокалістом.
Незважаючи на загибель Хекмана у 1992 році, інші учасники складу 1980-х знов об'єдналися у 2009 році, щоб записати альбом. У 2011 році відроджений склад почав гастролювати. Helix виступав з такими гуртами, як Kiss, Aerosmith, Rush, Mötley Crüe, Alice Cooper, Whitesnake, Night Ranger, Heart, Quiet Riot, W.A.S.P., Ian Gillan, Motörhead та іншими.
Останній студійний альбом гурту, Bastard of the Blues, вийшов у 2014 році.

## Дискографія

### Студійні альбоми
- Breaking Loose (1979)
- White Lace & Black Leather (1981)
- No Rest for the Wicked (1983)
- Walkin' the Razor's Edge (1984)
- Long Way to Heaven (1985)
- Wild in the Streets (1987)
- Back for Another Taste (1990)
- It's a Business Doing Pleasure (1993)
- Rockin' in My Outer Space (2004)
- The Power of Rock and Roll (2007)
- A Heavy Mental Christmas (2008)
- Vagabond Bones (2009)
- Bastard of the Blues (2014)

### Сингли
- (1979) Don't Hide Your Love / You're a Woman Now
- (1979) Billy Oxygen / Crazy Woman
- (1981) It's Too Late /
- (1983) Does a Fool Ever Learn / Never Want to Lose You
- (1983) Don't Get Mad Get Even / Check Out the Love
- (1983) Heavy Metal Love / No Rest for the Wicked
- (198?) Everybody Pays The Price / Breaking Loose [German maxi single]
- (1984) Rock You / You Keep Me Rockin'
- (1984) Gimme Gimme Good Lovin' / When the Hammer Falls
- (1984) (Make Me Do) Anything You Want / Feel the Fire
- (1985) The Kids Are All Shakin' / House On Fire
- (1985) Deep Cuts The Knife / Bangin' Off-A-The Bricks
- (1986) It's Too Late / Jaws of the Tiger
- (1987) Wild In the Streets / Kiss It Goodbye
- (1987) Dream On / What Ya Bringin' to the Party?
- (1990) Good to the Last Drop / S-E-X Rated
- (1990) Running Wild In the 21st Century
- (1990) The Storm
- (1993) That Day Is Gonna Come
- (1998) The Same Room
- (1999) I'm A Live Frankenstein [Brian Vollmer solo]
- (2007) Fill Your Head With Rock
- (2009) Vagabond Bones
- (2009) When the Bitter's Got The Better Of You
- (2009) Monday Morning Meltdown
- (2009) Make 'Em Dance
- (2012) All I Want for Christmas… Is the Leafs to Win the Cup

### DVD і VHS
- S.E.X. Rated (DVD 2001, VHS 1991)
- 30th Anniversary Concert[en] (DVD 2004) — відео ювілейного концерту гурту, що проходив 17 липня 2004 року в Брантфорді
- 30 Years of Helix: No Rest for the Wicked (DVD 2004)

### Сольні альбоми
- When Pigs Fly (1999) — сольний альбом Брайана Воллмера.
- Raising the Roof on Mary Immaculate (2005) — добродійний CD, записаний Воллмером разом з Сінді Віхманн (Cindy Wiechmann).
- Brent Doerner's Decibel (2006) — сольний альбом Брента Дернера, записаний з його новим гуртом Brent Doerner's Decibel
- Decibel Music (2009) — включає записи трьох колишніх/теперішніх учасників Helix (тоді в гурті My Wicked Twin): Брента й Брайана Дернерів, а також Майка Узелака («Узі»).

## Гурт у популярній культурі
- Helix і його пісня Rock You є темою розмови героїв канадського мок'юментарі-телесеріалу «Хлопці з трейлерпарку»[en]